# USP6NL
USP6NL‏ (USP6 N-terminal like) هوَ بروتين يُشَفر بواسطة جين USP6NL في الإنسان.